# Міжнародний кубок чемпіонів 2013
Міжнародний Кубок чемпіонів 2013 (англ. International Champions Cup, ICC) - першій розіграш Міжнародного кубка чемпіонів. Відбувся переважно у Сполучених Штатах Америки і лише один матч у Іспанії. Турнір був проведеній в період з 27 липня по 7 серпня 2013 року. Цей турнір був покликаний замінити товариський турнір World Football Challenge і був проведений в основному на території США, і з одним матчем у Валенсії, Іспанія. У 2013 році у турнірі взяли участь команди Лос-Анджелес Гелаксі (США), Реал Мадрид і Валенсія з Іспанії, Мілан, Ювентус і Інтер Мілан з Італії, Челсі і Евертон з Англії. У США, Fox Футбол транслював 11 з 12 матчів у прямому ефірі, і Фокс Спорт транслював один матч в прямому ефірі 3 серпня. ESPN Deportes транслював усі матчі в прямому ефірі на ТБ іспанською мовою. У фінали турніру Реал Мадрид переміг Челсі з рахунком 3-1.

## Команди
| Країна  | Клуб                 | Місто        | Конфедерація | Ліга    |
| ------- | -------------------- | ------------ | ------------ | ------- |
| Англія  | Челсі                | Лондон       | УЄФА         | АПЛ     |
| Англія  | Евертон              | Ліверпуль    | УЄФА         | АПЛ     |
| Італія  | Мілан                | Мілан        | УЄФА         | Серія A |
| Італія  | Інтернаціонале       | Мілан        | УЄФА         | Серія A |
| Італія  | Ювентус              | Турин        | УЄФА         | Серія A |
| Іспанія | Реал Мадрид          | Мадрид       | УЄФА         | Ла-Ліга |
| Іспанія | Валенсія             | Валенсія     | УЄФА         | Ла-Ліга |
| США     | Лос-Анджелес Гелаксі | Лос-Анджелес | КОНКАКАФ     | МЛС     |

## Стадіони
| Сполучені Штати Америки                                              | Сполучені Штати Америки                                                    | Сполучені Штати Америки                                                | Сполучені Штати Америки                                               | Сполучені Штати Америки                                                 | Сполучені Штати Америки                                                 | Іспанія                                                                       |
| Іст-Ратерфорд                                                        | Індіанаполіс                                                               | Лос-Анджелес                                                           | Маямі-Ґарденс                                                         | Фінікс                                                                  | Сан-Франциско                                                           | Валенсія                                                                      |
| -------------------------------------------------------------------- | -------------------------------------------------------------------------- | ---------------------------------------------------------------------- | --------------------------------------------------------------------- | ----------------------------------------------------------------------- | ----------------------------------------------------------------------- | ----------------------------------------------------------------------------- |
| Мет-Лайф Стедіум                                                     | Лукас Оіл Стедіум                                                          | Доджер Стедіум                                                         | Сан Лайф Стедіум                                                      | Стадіон університету Фінікса                                            | АТандТ Парк                                                             | Месталья                                                                      |
|                                                                      |                                                                            |                                                                        |                                                                       |                                                                         |                                                                         |                                                                               |
| 40°48′49″ пн. ш. 74°4′28″ зх. д. / 40.81361° пн. ш. 74.07444° зх. д. | 39°45′36.2″ пн. ш. 86°9′49.7″ зх. д. / 39.760056° пн. ш. 86.163806° зх. д. | 34°4′25″ пн. ш. 118°14′24″ зх. д. / 34.07361° пн. ш. 118.24000° зх. д. | 25°57′29″ пн. ш. 80°14′20″ зх. д. / 25.95806° пн. ш. 80.23889° зх. д. | 33°31′39″ пн. ш. 112°15′45″ зх. д. / 33.52750° пн. ш. 112.26250° зх. д. | 37°46′43″ пн. ш. 122°23′21″ зх. д. / 37.77861° пн. ш. 122.38917° зх. д. | 39°28′28.76″ пн. ш. 0°21′30.10″ зх. д. / 39.4746556° пн. ш. 0.3583611° зх. д. |

## Регламент турніру
Турнір проходив у двох групах ("Східна" та "Західна"), що складалися з чотирьох команд. Переможці першого туру матчів грали між собою у другому турі, а в переможені у першому раунді грали також між собою. Дві команди з двома перемогами у перших двох матчах вийшли у фінал. Суперники інших команд в заключному турі, визначалися згідно позиції у своїй групі. Позиція команди у підсумковій таблиці визначалась відповідно до наступних правил:
- Переможець матчу, що завершився нічиєю в основній час визначався за допомогою серії післяматчових пенальті.
- Три бали нараховуються за перемогу в основній час, два - за перемогу у серії післяматчевих пенальті, одне очко - за поразку у серії післяматчевих пенальті, і жодного очка за поразку в основній час.
- Додаткові показники: результат особистої зустрічі, різниця забитих та пропущених м'ячів, загальна кількість забитих м'ячів.

Перше місце (2 перемоги) у кожній групі розігрувалось прямими матчами на виліт, а визначення 2-ї, 3-ї (обидві команди: 1 перемога, 1 поразка) і 4-е місце (2 поразки) ґрунтувалося на очках, зароблених в перших двох матчах (як зазначено вище), результаті особистої зустрічі, а потім на різниці забитих та пропущених м'ячів, та загальній кількості забитих м'ячів.

## Західна Група

### Підсумкова таблиця
| Поз | Команда              | М | В | ВП | ПП | П | ГЗ | ГП | Різ | О | Підсумковий результат |
| --- | -------------------- | - | - | -- | -- | - | -- | -- | --- | - | --------------------- |
| 1   | Реал Мадрид          | 2 | 2 | 0  | 0  | 0 | 5  | 2  | +3  | 6 | Вихід у фінал         |
| 2   | Лос-Анджелес Гелаксі | 2 | 1 | 0  | 0  | 1 | 4  | 4  | 0   | 3 | Матч за 3 місце       |
| 3   | Евертон              | 2 | 0 | 1  | 0  | 1 | 2  | 3  | −1  | 2 | Матч за 5 місце       |
| 4   | Ювентус              | 2 | 0 | 0  | 1  | 1 | 2  | 4  | −2  | 1 | Матч за 7 місце       |

### Матчі
1 Тур
| 31 липня 20:00 PDT (UTC−07:00) |

| Ювентус           | 1–1    | Евертон            |
| ----------------- | ------ | ------------------ |
| Квадво Асамоа 80' | Report | Кевін Міральяс 61' |

| AT&T Park, Сан-Франциско, Сполучені Штати Америки Глядачів: 22,208 Арбітр: Рікардо Салазар (США) |

| |       | Пенальті                                                                                             |  |
| Алессандро Матрі · Квадво Асамоа · Мірко Вучинич · Артуро Відаль · Андреа Пірло · Марко Мотта · Федеріко Пелузо | 5 — 6 | Леон Осман · Росс Барклі · Кевін Міральяс · Філ Ягелка · Браян Ов'єдо · Джон Стоунс · Шеймус Коулмен |  |

| 1 серпня 19:30 MST (UTC−07:00) |

| Реал Мадрид                                | 3–1    | Лос-Анджелес Гелаксі |
| ------------------------------------------ | ------ | -------------------- |
| Анхель Ді Марія 15' Карім Бензема 51', 74' | Report | Хосе Вільярреал 63'  |

| Стадіон університету Фінікса, Фінікс, Сполучені Штати Америки Глядачів: 38,922 Арбітр: Хуан Гусман (США) |

2 Тур
| 3 серпня 19:30 PDT (UTC−07:00) |

| Ювентус              | 1–3    | Лос-Анджелес Гелаксі                               |
| -------------------- | ------ | -------------------------------------------------- |
| Алессандро Матрі 39' | Report | Омар Гонсалес 36' Лендон Донован 60' Роббі Кін 89' |

| Доджер Стедіум, Лос-Анжелес, Сполучені Штати Америки Глядачів: 40,681 Арбітр: Балдомеро Толедо (США) |

| 3 серпня 17:00 PDT (UTC−07:00) |

| Евертон           | 1–2    | Реал Мадрид                          |
| ----------------- | ------ | ------------------------------------ |
| Никица Єлавич 61' | Report | Кріштіану Роналду 17' Месут Езіл 31' |

| Доджер Стедіум Лос-Анжелес, Сполучені Штати Америки Глядачів: 40,681 Арбітр: Метью Ферстер (США) |

## Східна Група

### Підсумкова таблиця
| Поз | Команда        | М | В | ВП | ПП | П | ГЗ | ГП | Різ | О | Підсумковий результат |
| --- | -------------- | - | - | -- | -- | - | -- | -- | --- | - | --------------------- |
| 1   | Челсі          | 2 | 2 | 0  | 0  | 0 | 4  | 0  | +4  | 6 | Вихід у фінал         |
| 2   | Мілан          | 2 | 1 | 0  | 0  | 1 | 2  | 3  | −1  | 3 | Матч за 3 місце       |
| 3   | Валенсія       | 2 | 1 | 0  | 0  | 1 | 5  | 2  | +3  | 3 | Матч за 5 місце       |
| 4   | Інтернаціонале | 2 | 0 | 0  | 0  | 2 | 0  | 6  | −6  | 0 | Матч за 7 місце       |

### Матчі
1-й тур
| 27 липня 17:00 CEST (UTC+02:00) |

| Мілан                           | 2–1    | Валенсія        |
| ------------------------------- | ------ | --------------- |
| Робінью 22' Найджел де Йонг 38' | Report | Дані Парехо 53' |

| Месталья, Валенсія, Іспанія Глядачів: 17,000 Арбітр: Карбонелл Ернандес (Іспанія) |

| 1 серпня 20:00 EDT (UTC−04:00) |

| Челсі                          | 2–0    | Інтернаціонале |
| ------------------------------ | ------ | -------------- |
| Оскар 13' Еден Азар 29' (пен.) | Report |                |

| Лукас Оіл Стедіум, Індіанаполіс, США Глядачів: 41,983 Арбітр: Ісмаїл Ельфат (США) |

2-й тур
| 4 серпня 16:00 EDT (UTC−04:00) |

| Валенсія                                        | 4–0    | Інтернаціонале |
| ----------------------------------------------- | ------ | -------------- |
| Евер Банега 7' Хонатан Вієра 34', 90' Жонас 56' | Report |                |

| Мет-Лайф Стедіум, Іст-Ратерфорд, Сполучені Штати Америки Глядачів: 39,764 Арбітр: Марк Кадлечік (США) |

| 4 серпня 18:30 EDT (UTC−04:00) |

| Мілан | 0–2    | Челсі                                  |
| ----- | ------ | -------------------------------------- |
|       | Report | Кевін Де Брейне 29' Андре Шюррле 90+2' |

| Мет-Лайф Стедіум, Іст-Ратерфорд, США Глядачів: 39,764 Арбітр: Хосе Карлос Ріверо (США) |

## Стикові матчі

### Сьоме місце
| 6 серпня 18:30 EDT (UTC−04:00) |

| Ювентус                  | 1–1    | Інтернаціонале       |
| ------------------------ | ------ | -------------------- |
| Артуро Відаль 45' (пен.) | Report | Рікардо Альварес 28' |

| Сан Лайф Стедіум, Маямі-Ґарденс, США Глядачів: 38,513 Арбітр: Іларіо Грахеда (США) |

| |       | Пенальті |  |
| Себастьян Джовінко · Клаудіо Маркізіо · Фернандо Льоренте · Андреа Пірло · Артуро Відаль · Анджело Огбонна · Мартін Касерес · Джорджо К'єлліні · Паоло Де Чельє · Маурісіо Ісла | 8 — 9 | Фредді Гуарін · Андреа Ранокк'я · Рікардо Альварес · Мауро Ікарді · Ісхак Бельфоділь · Патрік Ольсен · Марко Андреоллі · Альваро Перейра · Жонатан · Хуан Пабло Каррісо |  |

### П'яте місце
| 6 серпня 21:00 EDT (UTC−04:00) |

| Евертон | 0–1    | Валенсія                    |
| ------- | ------ | --------------------------- |
|         | Report | Мігель Альфонсо Герреро 52' |

| Сан Лайф Стедіум, Маямі-Ґарденс, США Глядачів: 38,513 Арбітр: Алан Чепмен (США) |

### Третє місце
| 7 серпня 18:30 EDT (UTC−04:00) |

| Лос-Анджелес Гелаксі | 0–2    | Мілан                              |
| -------------------- | ------ | ---------------------------------- |
|                      | Report | Маріо Балотеллі 17' Мбай Ньянг 40' |

| Сан Лайф Стедіум, Маямі-Ґарденс, США Глядачів: 67,273 Арбітр: Тед Ункель (США) |

### Фінал
| 7 серпня 21:00 EDT (UTC−04:00) |

| Реал Мадрид                                   | 3–1    | Челсі       |
| --------------------------------------------- | ------ | ----------- |
| Марсело Вієйра 14' Кріштіану Роналду 31', 57' | Report | Рамірес 17' |

| Сан Лайф Стедіум, Маямі-Ґарденс, США Глядачів: 67,273 Арбітр: Едвін Юрішевич (США) |

## Підсумкові місця
| Місце | Команда              |
| ----- | -------------------- |
| 1     | Реал Мадрид          |
| 2     | Челсі                |
| 3     | Мілан                |
| 4     | Лос-Анджелес Гелаксі |
| 5     | Валенсія             |
| 6     | Евертон              |
| 7     | Інтернаціонале       |
| 8     | Ювентус              |

## Кращі бомбардири
| Місце | Бомбардир         | Команда     | Забито м'ячів |
| ----- | ----------------- | ----------- | ------------- |
| 1     | Кріштіану Роналду | Реал Мадрид | 3             |
| 2     | Джонотан Вієра    | Валенсія    | 2             |
| 2     | Карім Бензема     | Реал Мадрид | 2             |

## Офіційна пісня
Офіційною піснею Міжнародного Кубку Чемпіонів 2013 стала пісня "Exotic", у виконанні співачки та актриси Індійського Боллівуду Пріянки Чопра. Пісня виконується англійською та хінді.

## Зовнішні посилання
- Офіційний сайт Міжнародного кубку чемпіонів